# RNF24
RNF24 (англ. Ring finger protein 24) – білок, який кодується однойменним геном, розташованим у людей на короткому плечі 20-ї хромосоми. Довжина поліпептидного ланцюга білка становить 148 амінокислот, а молекулярна маса — 17 210.
| 10         |  | 20         |  | 30         |  | 40         |  | 50         |
| ---------- |  | ---------- |  | ---------- |  | ---------- |  | ---------- |
| MSSDFPHYNF |  | RMPNIGFQNL |  | PLNIYIVVFG |  | TAIFVFILSL |  | LFCCYLIRLR |
| HQAHKEFYAY |  | KQVILKEKVK |  | ELNLHELCAV |  | CLEDFKPRDE |  | LGICPCKHAF |
| HRKCLIKWLE |  | VRKVCPLCNM |  | PVLQLAQLHS |  | KQDRGPPQGP |  | LPGAENIV   |

A: Аланін

C: Цистеїн

D: Аспарагінова кислота

E: Глутамінова кислота

F: Фенілаланін

G: Гліцин

H: Гістидин

I: Ізолейцин

K: Лізин

L: Лейцин

M: Метіонін

N: Аспарагін

P: Пролін

Q: Глутамін

R: Аргінін

S: Серин

T: Треонін

V: Валін

W: Триптофан

Задіяний у такому біологічному процесі, як альтернативний сплайсинг. 
Білок має сайт для зв'язування з іонами металів, іоном цинку. 
Локалізований у мембрані, апараті гольджі.